# John Carroll (allenatore di pallacanestro)
John Carroll (8 novembre 1955) è un allenatore di pallacanestro statunitense, attivo sia a livello NCAA, che NBA.

## Carriera
Ha allenato i Boston Celtics nell'ultima parte della stagione 2003-04, rimpiazzando il dimissionario Jim O'Brien. Dopo i play-off chiusi al primo turno senza vittorie è stato rimpiazzato da Doc Rivers.
Oltre ai Celtics, Carroll aveva allenato il Bloomfield College, in New Jersey, dal 1979 al 1982. È stato quindi a Seton Hall, come assistente di P.J. Carlesimo per sette stagioni, prima di tornare in panchina come capo allenatore alla Duquesne University dove è rimasto dal 1989 al 1995.